# Raad van Staten (Zuid-Soedan)
De Raad van Staten (Engels: Council of States; Arabisch: مجلس الولايات السوداني, Maǧlis al-Wilāyāt) is het hogerhuis van de Nationale Legislatuur van Zuid-Soedan en bestaat uit 50 leden. 
De Raad van Staten ontstond ten tijde van de onafhankelijkheid van Zuid-Soedan in 2011 en bestaat uit:
- 30 Zuid-Soedanezen die voordien zitting hadden in de Raad van Staten (Soedan) (zij zijn vóór de onafhankelijkheid, namelijk in 2010 gekozen en zij vertegenwoordigen de Staten van Zuid-Soedan);
- 20 leden die door de president zijn benoemd.

Mogelijk vinden er 2023 algemene verkiezingen plaats in Zuid-Soedan.
Voorzitter van de Raad van Staten is Joseph Bol Chan (SPLM).